# Abdelaziz Gorgi
Abdelaziz Gorgi (arabe : عبد العزيز القرجي), né le 2 juin 1928 à Tunis et mort le 10 janvier 2008 à Tunis, est un peintre tunisien.

## Biographie
Gorgi naît dans une famille tunisoise de la médina. Il poursuit des études à l'Institut supérieur des beaux-arts de Tunis, entre 1944 et 1949, avant de poursuivre une carrière artistique à l'École de Paris. De retour à Tunis, il prend une part active à la création de l'École de Tunis avec notamment Ammar Farhat, Yahia Turki, Jellal Ben Abdallah, Ali Bellagha et Pierre Boucherle. Il en est, après Pierre Boucherle puis Yahia Turki, le chef de file à partir de 1968.
Il réalise des travaux de décoration notamment pour l'OMS à Genève, l'Union postale universelle à Berne, pour le Koweït et Abou Dhabi. Il expose à l'École de Tunis et également à Chicago et New York.
En 1955 et 1960, il réalise pour la Poste tunisienne une série de timbres sur les métiers traditionnels tunisiens et des commémorations internationales.
En 1973, il crée sa propre galerie d'art, baptisée Galerie Gorgi, à Tunis. À la mort d'Ammar Farhat le 2 mars 1987, il crée une galerie à son nom pour lui rendre hommage, au numéro 2 de la rue Sidi El Ghemrini à Sidi Bou Saïd, dont il confie l'animation à l'une de ses filles, Aïcha, laquelle la rebaptise Galerie Abdelaziz-Gorgi à la mort de ce dernier.
À son actif figurent plusieurs expositions, en Tunisie et à l'étranger ainsi que la réalisation de nombreuses œuvres murales, sculptures et tapisseries artistiques. Il a enseigné le dessin, la céramique et la peinture à l'Institut supérieur des Beaux-Arts de Tunis de 1959 à 1983,.
En 1990, il reçoit le prix du mérite dans le domaine des arts plastiques. Puis, en 1999, il est décoré par le président de la République tunisienne Zine el-Abidine Ben Ali du grand cordon de l'Ordre national du mérite au titre du secteur culturel. Enfin, le 7 novembre 2000, ce dernier lui décerne le prix du président de la République pour l'innovation et la création. Une exposition personnelle à la Maison des arts au Belvédère, à Tunis, est organisée pour célébrer l'année 2000, désignée comme l'« année Gorgi ».

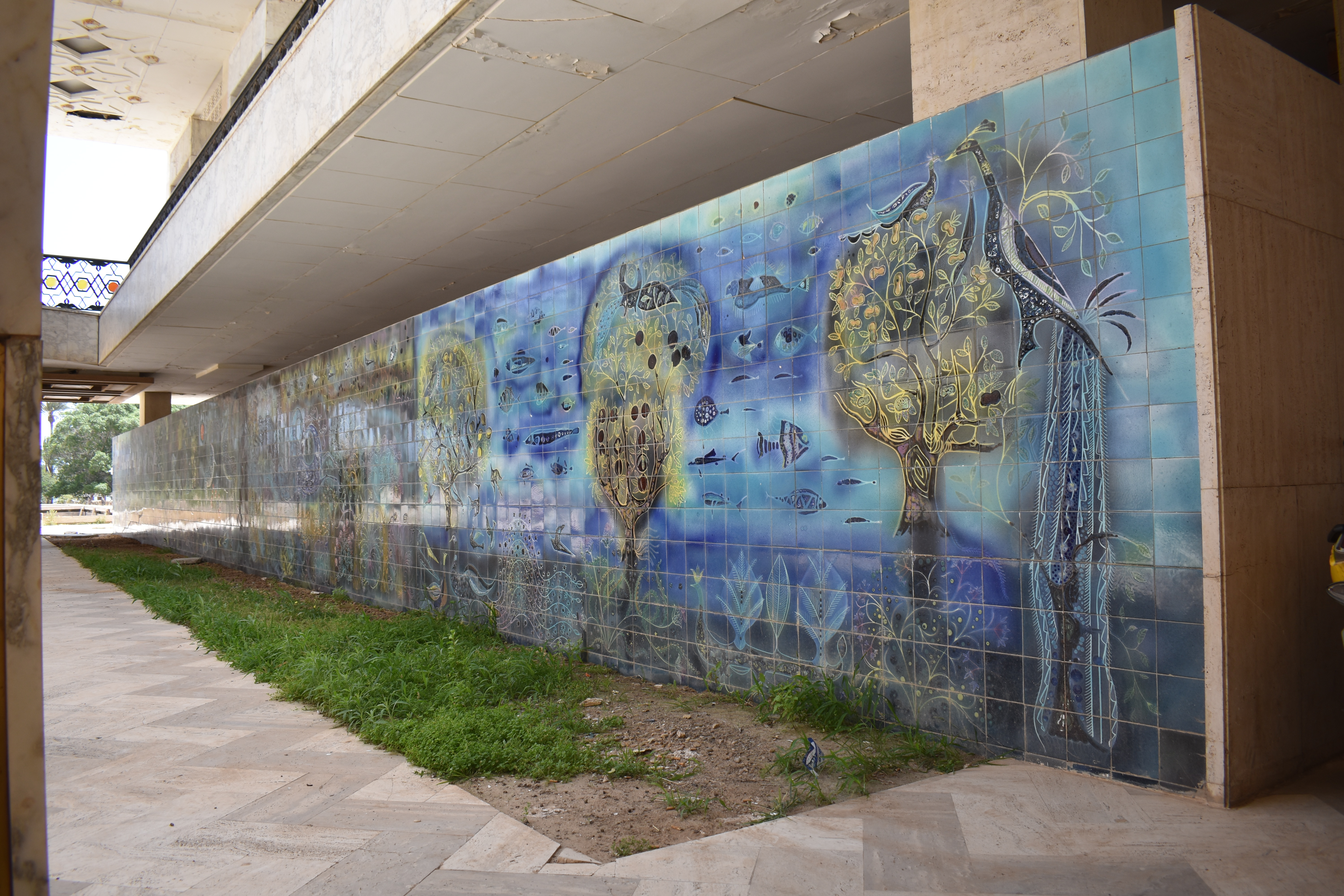
Céramiques murales au palais de Skanès.

Il réalise une quarantaine d'œuvres, dont 27 lithographies dans les années 1950-1960. Une majorité d'entre elles représente les rabbins de Tunis dans leur synagogue de la Ghriba de Djerba. Il peint aussi plusieurs toiles de Sidi Bou Saïd. Ses peintures sont souvent peu peuplées : les sujets s'imposent sur la toile, amusants, gaies, sympathiques et dégageant une grande réalité dans leurs expressions. Ces peintures sont pleines d'humour, d'ironie et jubilatoires. Ses peintures à l'huile, ses aquarelles sont flamboyantes de couleurs et d'une grande modernité.
Père de quatre enfants, Chedly et Narjès, nés d'un premier mariage, et Mohamed Sahby et Aïcha, nés de son second mariage, il décède le 10 janvier 2008 à Tunis dans sa 79e année. Il est inhumé le lendemain au cimetière de Sidi Bou Saïd.